# Hans Rebel

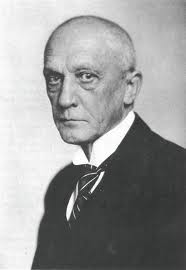
Hans Rebel

Hans Rebel (* 2. September 1861 in Hietzing; † 19. Mai 1940 in Wien) war ein österreichischer Entomologe, der sich besonders mit Schmetterlingen befasste.

## Leben
Rebel studierte von 1881 bis 1885 Jura an der Universität Wien und wurde 1886 promoviert (Dr. jur.). Er ging in den Justizdienst und war ab 1891 Richter. Daneben befasste er sich mit Schmetterlingen und wurde anerkannter Experte für Kleinschmetterlinge. 1893 gab er seine juristische Karriere auf und ging als wissenschaftlicher Hilfsarbeiter an das Naturhistorische Hofmuseum in Wien und studierte an der Universität Wien Zoologie mit der Promotion 1895. Die Dissertation befasste sich mit im Wasser lebenden Larven von Schmetterlingen. 1896 wurde er Assistent am Naturhistorischen Museum, 1904 Kustosadjunkt und später Kustos in der Schmetterlingssammlung (deren Leitung er von Alois Friedrich Rogenhofer übernahm), die er systematisch ausbaute. 1898 habilitierte er sich und wurde Privatdozent an der Hochschule für Bodenkultur und 1906 erhielt er den Titel außerordentlicher Professor. 1923 wurde er am Naturhistorischen Museum Direktor der Zoologischen Sammlung und 1925 des ganzen Museums. 1921 wurde er Hofrat. 1933 wurde er pensioniert.
Rebel unternahm ausgedehnte Sammelreisen, darunter sieben größere, auf dem Balkan, in Griechenland, Kreta und auf den Kanaren und Azoren, in Südarabien, Zentralafrika, der Sahara einschließlich Marokko, Ägypten und dem Sudan, Deutsch-Neuguinea, Samoa-Inseln, Nowaja-Semlja, bearbeitete aber auch die Sammlungen anderer Entomologen, so die von Rudolf Grauer aus Afrika. Von ihm stammen zahlreiche Erstbeschreibungen und rund 300 Publikationen und er befasste sich auch mit fossilen Insekten. Mit Otto Staudinger gab er 1901 den Catalog der Lepidopteren des palaearctischen Faunengebietes heraus. Er untersuchte die Schmetterlinge in Siebenbürgen (mit Daniel Czekelius) und im unteren Cerna-Tal (um Orșova). Ein Schwerpunkt seiner Arbeit waren die Echten Sackträger (Psychiden), Pfauenspinner (Saturniidae), Schmetterlinge in Ägypten und Äthiopien, die Gattung Parnassius, zu der der Rote Apollo gehört, Seide produzierende Schmetterlinge und in Bernstein eingeschlossene.
1936 wurde er korrespondierendes Mitglied der Österreichischen Akademie der Wissenschaften. 1896 gründete er die Sektion für Lepidopterologie der Zoologisch-Botanischen Gesellschaft und war bis 1930 deren Vorsitzender. Er erhielt das Ehrenzeichen für die Verdienste um die Republik Österreich, wurde 1928 Konsultent im Bundesministerium für Unterricht und gründete 1923 den Verein der Freunde des Naturhistorischen Museums. Seit der Gründung 1916 war er Ehrenmitglied des Wiener Entomologen-Vereins und er war Ehrenmitglied der Deutschen Entomologischen Gesellschaft und der Royal Entomological Society of London of London.